# 랴푸노프 안정성
동역학계 이론에서 랴푸노프 안정성(Ляпунов安定性, 영어: Lyapunov stability)은 동역학계의 평형점이 가질 수 있는 안정성 성질 가운데 하나이다. 대략, 랴푸노프 안정 평형점 부근에서 시작하는 동역학계의 모든 해는 영원히 이 평형점 주변에 머무르게 된다. 랴푸노프 안정성보다 더 강한 개념으로 점근적 안정성(漸近的安定性, 영어: asymptotic stability)과 지수적 안정성(指數的安定性, 영어: exponential stability)이 있다.

## 정의
유클리드 공간 {\displaystyle \mathbb {R} ^{n}}의 열린집합 {\displaystyle {\mathcal {D}}\subseteq \mathbb {R} ^{n}} 위에 다음과 같은 자율 동역학계가 주어졌다고 하자.
{\displaystyle x(t)\in {\mathcal {D}}}
{\displaystyle {\dot {x}}(t)=f(x(t))}
{\displaystyle x(0)=x_{0}\in D}
또한,
{\displaystyle f\colon {\mathcal {D}}\to \mathbb {R} ^{n}}
는 립시츠 연속 함수이며,
{\displaystyle f(0)=0}
이라고 하자. 즉, 원점은 평형점을 이룬다. (만약 평형점 {\displaystyle x=x_{e}}이 다른 곳에 있을 경우,{\displaystyle x-x_{e}=y}로 치환하여, 항상 평형점을 원점으로 놓을 수 있다.)
이 경우, 이 자율 동역학계의 평형점 {\displaystyle x=0}의 안정성은 다음과 같은 용어로 표현할 수 있다.
- 임의의 {\displaystyle \epsilon >0}에 대하여, {\displaystyle \|x(0)\|<\delta }이라면 {\displaystyle \sup _{t\geq 0}\|x(t)\|<\epsilon }인 {\displaystyle \delta >0}가 존재한다면, 평형점 {\displaystyle x=0}이 랴푸노프 안정(영어: Lyapunov-stable)하다고 한다.
- 만약 평형점 {\displaystyle x=0}이 랴푸노프 안정하고, 또한 {\displaystyle \|x(0)\|<\delta } 이면 {\displaystyle \lim _{t\to \infty }\|x(t)\|=0} 인 {\displaystyle \delta >0} 가 존재하면, 평형점 {\displaystyle x=0}이 점근적으로 안정(영어: asymptotically stable)하다고 한다.
- 만약 평형점 {\displaystyle x=0}이 점근적으로 안정하고, {\displaystyle 0<\|x(0)\|<\delta } 이면 {\displaystyle \sup _{t\geq 0}\exp(\beta t)\|x(t)\|/\|x(0)\|\leq \alpha }인 {\displaystyle \alpha ,\beta ,\delta >0}가 존재한다면, 평형점 {\displaystyle x=0}이 지수적으로 안정(영어: exponentially stable)하다고 한다.

대략, 위 정의는 다음과 같이 생각할 수 있다.
- 랴푸노프 안정 평형점에서 "충분히 가까이" ({\displaystyle \delta } 이내의 거리에서) 시작된 해들은 영원히 평형점에 "충분히 가까이" ({\displaystyle \epsilon } 이내의 거리에) 머문다. 또한, 허용 오차 {\displaystyle \epsilon }을 임의로 줄일 수 있다.
- 점근적 안정 평형점에서 충분히 가까이 시작된 해는 충분히 가까이 머물 뿐만 아니라, 충분한 시간이 지나면 해당 평형점으로 수렴한다.
- 지수적 안정 평형점에서 충분히 가까이 시작된 해는 충분한 시간이 지나면 적어도 어떤 알려진 비율에 따라 지수함수적으로 해당 평형점으로 수렴한다.

## 랴푸노프 함수
동역학계의 평형점의 안정 여부는 랴푸노프 함수(Ляпунов函數, 영어: Lyapunov function)라는 함수를 찾아 증명할 수 있다.
동역학계 {\displaystyle {\dot {x}}=f(x)}의 평형점이 {\displaystyle x_{e}=0}이라 하자. 그리고 {\displaystyle {\mathcal {D}}\subseteq \mathbb {R} ^{n}}을 {\displaystyle x=0}을 포함하는 정의역으로 두자. 다음과 같은 도함수가 연속인 함수 {\displaystyle V\colon {\mathcal {D}}\to \mathbb {R} }을 고려하자.
{\displaystyle V(0)=0{\text{ and }}V(x)>0,\,\forall x\in {\mathcal {D}}\setminus \{0\}}
{\displaystyle {\dot {V}}(x)\leq 0\;\forall x\in {\mathcal {D}}}
그러면 {\displaystyle x=0}은 랴푸노프 안정하다. 만약 {\displaystyle {\dot {V}}(x)<0,\;\forall x\in ({\mathcal {D}}-\{0\})}이라면 {\displaystyle x=0}은 점근적으로 안정하다. 이러한 함수 {\displaystyle V}를 랴푸노프 함수라고 한다.

## 역사
랴푸노프 안정성은 러시아의 수학자 알렉산드르 랴푸노프의 이름을 땄다. 랴푸노프는 1892년 박사 학위 논문 《운동의 안정성에 관한 일반적 문제》에서 최초로 비선형 동역학계의 어떤 평형점 근처에서의 선형화를 다뤘다. 이 책은 러시아어로 출판되었고, 그 후 프랑스어로 번역되었는데, 오랫동안 주목을 받지 못하였다.
랴푸노프 이론은 냉전 시절에 항공우주 유도 시스템의 안정성을 다루기 위해 학계에서 주목받기 시작하였다. 이러한 동역학계는 보통 심하게 비선형적이어서, 랴푸노프 제2 방법 이외로는 쉽게 다룰 수 없다. 이후 관련 분야들이 제어 이론 및 동역학계 관련 문헌에서 널리 다뤄지고 있다.
더욱 최근에는 랴푸노프의 제1 방법에서 쓰이는 랴푸노프 지수가 혼돈 이론에서 응용되고 있다.

## 같이 보기
- 섭동 이론